# Zenobi (Krasowski)
Zenobi, imię świeckie Władimir Władimirowicz Krasowski (ur. 1884 w regionie niżnonowogrodzkim, zm. 4 lipca 1954) – rosyjski biskup prawosławny.

## Życiorys
Był synem kapłana prawosławnego. Ukończył w 1909 seminarium duchowne w Niżnym Nowogrodzie jako jeden z najlepszych absolwentów. Po uzyskaniu końcowego dyplomu został zatrudniony jako katecheta w szkole parafialnej w Bugrowym, w powiecie niżnonowogrodzkim. W tym samym roku ożenił się i 18 października 1909 został wyświęcony przez biskupa niżnonowogrodzkiego i arzamaskiego Nazariusza na kapłana. Objął stanowisko proboszcza parafii Trójcy Świętej w Iczałkach, był również katechetą w dwuklasowej szkole męskiej. W 1911 urodziła się jego córka Jelena; żona duchownego, Jewgienija Krasowska, zmarła wkrótce po porodzie.
Przed 1943 otrzymał godność protoprezbitera, pełnił także obowiązki dziekana jednego z dekanatów eparchii niżnonowogrodzkiej (przemianowanej następnie na gorkowską). Od 1914 co najmniej do początku lat 30. XX wieku służył w cerkwi Obrazu Chrystusa Nie Ludzką Ręką Uczynionego w Worotyncu.
W 1943 został wyświęcony na biskupa łyskowskiego, wikariusza tejże administratury. Przed przyjęciem chirotonii biskupiej zwyczajowo złożył wieczyste śluby mnisze, przyjmując imię zakonne Zenobi. Już po roku od przyjęcia święceń biskupich został locum tenens eparchii gorkowskiej w związku z nieoczekiwaną śmiercią arcybiskupa gorkowskiego Sergiusza. W 1946 biskup Zenobi został ordynariuszem eparchii gorkowskiej. Za swoje zaangażowanie w działalność patriotyczną w czasie II wojny światowej otrzymał w 1947 medal "Za dzielną pracę w czasie Wielkiej Wojny Ojczyźnianej 1941-1945" razem z sześcioma innymi kapłanami eparchii gorkowskiej.  
Już w momencie objęcia katedry biskup Zenobi był ciężko chory i z tego powodu w 1948 poprosił o przeniesienie w stan spoczynku. Zmarł sześć lat później i został pochowany w sąsiedztwie cerkwi Trójcy Świętej w Niżnym Nowogrodzie.